# Seznam hradišť v Plzeňském kraji
Seznam hradišť v Plzeňském kraji obsahuje pravěká a raně středověká hradiště na území Plzeňského kraje včetně nepotvrzených objektů a objektů s nejistou lokalizací.
| Název              | Obrázek | Kategorie Commons                                           | Lokalita                                      | Doba osídlení lokality / poznámka                                    | Souřadnice                       |
| ------------------ | ------- | ----------------------------------------------------------- | --------------------------------------------- | -------------------------------------------------------------------- | -------------------------------- |
| Bezemín            |         | Název kategorie na Wikimedia Commons nebyl zadán            | Bezemín                                       | doba hradištní                                                       | 49°51′20″ s. š., 13°34′10″ v. d. |
| Bořice             |         | Název kategorie na Wikimedia Commons nebyl zadán            | Bořice                                        | doba hradištní                                                       | 49°25′35″ s. š., 12°58′9″ v. d.  |
| Březina            |         | Kategorie „Březina (hill fort)“ na Wikimedia Commons        | Březina                                       | doba hradištní                                                       | 49°48′40″ s. š., 13°1′37″ v. d.  |
| Buková             |         | Název kategorie na Wikimedia Commons nebyl zadán            | Buková                                        | doba halštatská                                                      | 49°32′25″ s. š., 13°37′12″ v. d. |
| Bukovec            |         | Kategorie „Bukovec (hill fort)“ na Wikimedia Commons        | Plzeň                                         | doba halštatská a hradištní                                          | 49°46′18″ s. š., 13°11′4″ v. d.  |
| Černošín           |         | Název kategorie na Wikimedia Commons nebyl zadán            | Černošín                                      | nepotvrzené hradiště (snad vojenské opevnění ze sedmnáctého století) |                                  |
| Čilá               |         | Název kategorie na Wikimedia Commons nebyl zadán            | Čilá                                          | doba bronzová a halštatská                                           | 49°56′46″ s. š., 13°26′52″ v. d. |
| Darmyšl            |         | Název kategorie na Wikimedia Commons nebyl zadán            | Darmyšl                                       | doba bronzová a halštatská                                           | 49°37′51″ s. š., 13°44′46″ v. d. |
| Dolní Hradiště     |         | Kategorie „Dolní Hradiště (hill fort)“ na Wikimedia Commons | Dolní Hradiště                                | doba halštatská a hradištní                                          | 49°55′0″ s. š., 12°52′11″ v. d.  |
| Dýšina             |         | Název kategorie na Wikimedia Commons nebyl zadán            | Dýšina                                        | doba bronzová a halštatská                                           | 49°45′40″ s. š., 13°30′23″ v. d. |
| Havlovice          |         | Název kategorie na Wikimedia Commons nebyl zadán            | Havlovice                                     | doba hradištní                                                       | 49°25′33″ s. š., 12°53′41″ v. d. |
| Hodovíz            |         | Název kategorie na Wikimedia Commons nebyl zadán            | Hodoviz                                       | doba halštatská                                                      | 49°57′30″ s. š., 13°30′50″ v. d. |
| Holýšov            |         | Název kategorie na Wikimedia Commons nebyl zadán            | Holýšov                                       | pravěk                                                               | 49°36′11″ s. š., 13°17′10″ v. d. |
| Hradec u Stoda     |         | Název kategorie na Wikimedia Commons nebyl zadán            | Hradec                                        | doba hradištní                                                       | 49°38′5″ s. š., 13°7′39″ v. d.   |
| Hradiště           |         | Název kategorie na Wikimedia Commons nebyl zadán            | Boříkovy                                      | lokalita nejasného, snad středověkého stáří                          | 49°19′46″ s. š., 13°22′36″ v. d. |
| Hradiště           |         | Název kategorie na Wikimedia Commons nebyl zadán            | Hradiště                                      | doba hradištní                                                       | 49°57′47″ s. š., 13°43′3″ v. d.  |
| Hůrka              |         | Kategorie „Hůrka (Starý Plzenec)“ na Wikimedia Commons      | Starý Plzenec                                 | doba hradištní                                                       | 49°42′16″ s. š., 13°7′7″ v. d.   |
| Kokšín             |         | Název kategorie na Wikimedia Commons nebyl zadán            | Mítov                                         | pravděpodobně doba halštatská                                        | 49°35′58″ s. š., 13°28′39″ v. d. |
| Koryta             |         | Název kategorie na Wikimedia Commons nebyl zadán            | Koryta                                        | doba bronzová                                                        | 49°54′37″ s. š., 13°40′44″ v. d. |
| Kotaneč            |         | Název kategorie na Wikimedia Commons nebyl zadán            | Kotaneč                                       | doba bronzová                                                        | 50°1′30″ s. š., 13°28′25″ v. d.  |
| Kozel              |         | Název kategorie na Wikimedia Commons nebyl zadán            | Nadryby                                       | doba bronzová a halštatská                                           | 49°48′57″ s. š., 13°17′51″ v. d. |
| Krchleby           |         | Název kategorie na Wikimedia Commons nebyl zadán            | Krchleby                                      | doba halštatská                                                      | 49°33′13″ s. š., 13°29′52″ v. d. |
| Krtín 1            |         | Název kategorie na Wikimedia Commons nebyl zadán            | Krtín                                         | doba hradištní                                                       | 49°38′4″ s. š., 13°0′29″ v. d.   |
| Krtín 2            |         | Název kategorie na Wikimedia Commons nebyl zadán            | Krtín                                         | pravěk                                                               | 49°38′17″ s. š., 13°0′24″ v. d.  |
| Lhovice            |         | Název kategorie na Wikimedia Commons nebyl zadán            | Lhovice                                       | doba bronzová                                                        | 49°29′30″ s. š., 13°7′5″ v. d.   |
| Líšina             |         | Název kategorie na Wikimedia Commons nebyl zadán            | Líšina                                        | pravěk                                                               | 49°36′40″ s. š., 13°15′38″ v. d. |
| Litice             |         | Kategorie „Castle Litice by Plzeň“ na Wikimedia Commons     | Litice                                        | doba bronzová a halštatská                                           | 49°41′58″ s. š., 13°10′18″ v. d. |
| Lopata             |         | Název kategorie na Wikimedia Commons nebyl zadán            | Milínov                                       | eneolit, doba halštatská                                             | 49°39′51″ s. š., 13°21′3″ v. d.  |
| Luhov              |         | Název kategorie na Wikimedia Commons nebyl zadán            | Luhov                                         | doba bronzová a halštatská                                           | 49°48′ s. š., 13°33′23″ v. d.    |
| Malechov           |         | Název kategorie na Wikimedia Commons nebyl zadán            | Malechov                                      | doba halštatská                                                      | 49°26′50″ s. š., 13°8′ v. d.     |
| Meclov             |         | Název kategorie na Wikimedia Commons nebyl zadán            | Meclov                                        | doba bronzová a hradištní                                            | 49°30′46″ s. š., 13°15′42″ v. d. |
| Milíkov            |         | Název kategorie na Wikimedia Commons nebyl zadán            | Milíkov                                       | pravěk                                                               | 49°44′59″ s. š., 12°53′29″ v. d. |
| Mířkov             |         | Název kategorie na Wikimedia Commons nebyl zadán            | Mířkov                                        | doba halštatská                                                      | 49°36′45″ s. š., 12°57′4″ v. d.  |
| Mítov              |         | Název kategorie na Wikimedia Commons nebyl zadán            | Mítov                                         | eneolit, doba bronzová a halštatská                                  | 49°35′36″ s. š., 12°54′14″ v. d. |
| Nadryby            |         | Název kategorie na Wikimedia Commons nebyl zadán            | Nadryby                                       | doba hradištní                                                       | 49°48′56″ s. š., 13°39′45″ v. d. |
| Obrovo hradiště    |         | Název kategorie na Wikimedia Commons nebyl zadán            | Žinkovy                                       | doba bronzová a hradištní                                            | 49°28′32″ s. š., 13°31′51″ v. d. |
| Okrouhlé Hradiště  |         | Název kategorie na Wikimedia Commons nebyl zadán            | Okrouhlé Hradiště                             | doba bronzová                                                        | 49°52′25″ s. š., 13°30′32″ v. d. |
| Ondřejov           |         | Název kategorie na Wikimedia Commons nebyl zadán            | Ondřejov (Pláně)                              | eneolit                                                              | 49°57′49″ s. š., 13°20′58″ v. d. |
| Ostrov u Bezdružic |         | Název kategorie na Wikimedia Commons nebyl zadán            | Ostrov u Bezdružic                            | doba bronzová, halštatská a hradištní                                | 49°52′54″ s. š., 12°59′20″ v. d. |
| Otročín            |         | Název kategorie na Wikimedia Commons nebyl zadán            | Otročín                                       | doba halštatská                                                      | 49°45′17″ s. š., 13°1′54″ v. d.  |
| Pernarec           |         | Název kategorie na Wikimedia Commons nebyl zadán            | Pernarec                                      | eneolit                                                              | 49°49′20″ s. š., 12°56′58″ v. d. |
| Plasy              |         | Název kategorie na Wikimedia Commons nebyl zadán            | Plasy                                         | doba halštatská                                                      | 49°56′50″ s. š., 13°4′51″ v. d.  |
| Podražnice         |         | Název kategorie na Wikimedia Commons nebyl zadán            | Podražnice                                    | doba halštatská                                                      | 49°33′24″ s. š., 13°22′6″ v. d.  |
| Pod Homolkou       |         | Kategorie „Pod Homolkou (hill fort)“ na Wikimedia Commons   | Hradiště                                      | doba bronzová a halštatská                                           | 49°42′49″ s. š., 13°24′3″ v. d.  |
| Prácheň            |         | Název kategorie na Wikimedia Commons nebyl zadán            | Velké Hydčice                                 | doba halštatská a hradištní                                          | 49°18′58″ s. š., 12°57′54″ v. d. |
| Preitenstein       |         | Kategorie „Preitenstein Castle“ na Wikimedia Commons        | Nové Městečko                                 | eneolit, doba halštatská                                             | 49°57′39″ s. š., 13°40′54″ v. d. |
| Přetín             |         | Název kategorie na Wikimedia Commons nebyl zadán            | Přetín                                        | pravěk                                                               | 49°30′2″ s. š., 13°9′41″ v. d.   |
| Radčice            |         | Název kategorie na Wikimedia Commons nebyl zadán            | Radčice (900 metrů severovýchodně od vesnice) | eneolit a doba hradištní                                             |                                  |
| Radnice            |         | Název kategorie na Wikimedia Commons nebyl zadán            | Radnice                                       | nedatované hradiště                                                  | 49°52′11″ s. š., 13°36′19″ v. d. |
| Radkovice          |         | Název kategorie na Wikimedia Commons nebyl zadán            | Radkovice (okres Plzeň-jih)                   | pravěk, doba hradištní                                               | 49°32′45″ s. š., 13°10′39″ v. d. |
| Radná              |         | Kategorie „Radná“ na Wikimedia Commons                      | Olešná                                        | doba bronzová a hradištní                                            | 49°51′29″ s. š., 13°23′8″ v. d.  |
| Radobyčice         |         | Název kategorie na Wikimedia Commons nebyl zadán            | Radobyčice                                    | doba bronzová a halštatská                                           | 49°41′49″ s. š., 13°31′35″ v. d. |
| Ruchomperk         |         | Název kategorie na Wikimedia Commons nebyl zadán            | Černíkov                                      | doba halštatská                                                      | 49°26′4″ s. š., 13°23′45″ v. d.  |
| Řakom              |         | Název kategorie na Wikimedia Commons nebyl zadán            | Řakom                                         | eneolit                                                              | 49°25′47″ s. š., 13°6′55″ v. d.  |
| Sedlo              |         | Kategorie „Sedlo (hill fort)“ na Wikimedia Commons          | Albrechtice                                   | doba halštatská a laténská                                           | 49°11′25″ s. š., 13°12′55″ v. d. |
| Sklená Huť         |         | Kategorie „Bílá skála (hill fort)“ na Wikimedia Commons     | Sklená Huť                                    | pravěk                                                               | 49°49′17″ s. š., 13°39′4″ v. d.  |
| Srbice             |         | Název kategorie na Wikimedia Commons nebyl zadán            | Srbice                                        | pravěk a doba hradištní                                              | 49°30′45″ s. š., 13°7′26″ v. d.  |
| Staré Lipno        |         | Název kategorie na Wikimedia Commons nebyl zadán            | Lipno                                         | doba bronzová a hradištní                                            | 49°47′43″ s. š., 13°10′28″ v. d. |
| Stráž              |         | Kategorie „Zámeček (castle)“ na Wikimedia Commons           | Stráž                                         | neznámé                                                              | 49°39′52″ s. š., 12°44′16″ v. d. |
| Střapole           |         | Název kategorie na Wikimedia Commons nebyl zadán            | Střapole                                      | snad doba hradištní                                                  | 49°48′47″ s. š., 13°31′49″ v. d. |
| Sulislav           |         | Název kategorie na Wikimedia Commons nebyl zadán            | Sulislav                                      | eneolit                                                              | 49°45′8″ s. š., 13°2′29″ v. d.   |
| Svojšín            |         | Název kategorie na Wikimedia Commons nebyl zadán            | Svojšín                                       | eneolit                                                              | 49°46′15″ s. š., 12°53′53″ v. d. |
| Svržno             |         | Název kategorie na Wikimedia Commons nebyl zadán            | Svržno                                        | doba bronzová a halštatská                                           | 49°34′9″ s. š., 12°45′22″ v. d.  |
| Šipín              |         | Název kategorie na Wikimedia Commons nebyl zadán            | Šipín                                         | doba bronzová a hradištní                                            | 49°51′25″ s. š., 13°2′ v. d.     |
| Šťáhlavy           |         | Název kategorie na Wikimedia Commons nebyl zadán            | Šťáhlavy                                      | doba halštatská                                                      | 49°41′27″ s. š., 13°30′19″ v. d. |
| Štěnovice          |         | Název kategorie na Wikimedia Commons nebyl zadán            | Štěnovice                                     | doba hradištní                                                       | 49°40′27″ s. š., 13°24′17″ v. d. |
| Tachov             |         | Kategorie „Tachov Castle“ na Wikimedia Commons              | Tachov                                        | doba hradištní                                                       | 49°47′43″ s. š., 12°37′52″ v. d. |
| Tasnovice          |         | Název kategorie na Wikimedia Commons nebyl zadán            | Tasnovice                                     | doba hradištní                                                       | 49°33′59″ s. š., 12°49′27″ v. d. |
| Třebobuz           |         | Název kategorie na Wikimedia Commons nebyl zadán            | Třebobuz                                      | pravěk                                                               | 49°48′13″ s. š., 13°9′10″ v. d.  |
| Tuhošť             |         | Kategorie „Tuhošť“ na Wikimedia Commons                     | Smolov                                        | doba hradištní                                                       | 49°25′13″ s. š., 12°57′47″ v. d. |
| Ústaleč            |         | Název kategorie na Wikimedia Commons nebyl zadán            | Ústaleč                                       | doba hradištní                                                       | 49°19′25″ s. š., 13°29′15″ v. d. |
| Věvrov             |         | Název kategorie na Wikimedia Commons nebyl zadán            | Věvrov                                        | nedatované hradiště                                                  |                                  |
| Všeruby            |         | Název kategorie na Wikimedia Commons nebyl zadán            | Všeruby (okres Plzeň-sever)                   | doba halštatská a hradištní                                          | 49°51′ s. š., 13°12′50″ v. d.    |
| Žďár               |         | Název kategorie na Wikimedia Commons nebyl zadán            | Dobřív                                        | doba bronzová a halštatská                                           | 49°44′16″ s. š., 13°39′30″ v. d. |